# Sargento (ave)
Sargento ou sargento-d'asa-amarela (Agelasticus thilius) é uma espécie de ave da família dos icterídeos. Pode ser encontrado na Argentina, Bolívia, Brasil, Chile, Paraguai, Peru e Uruguai. Seus habitats naturais são pântanos, marismas intertidais e pastagens.

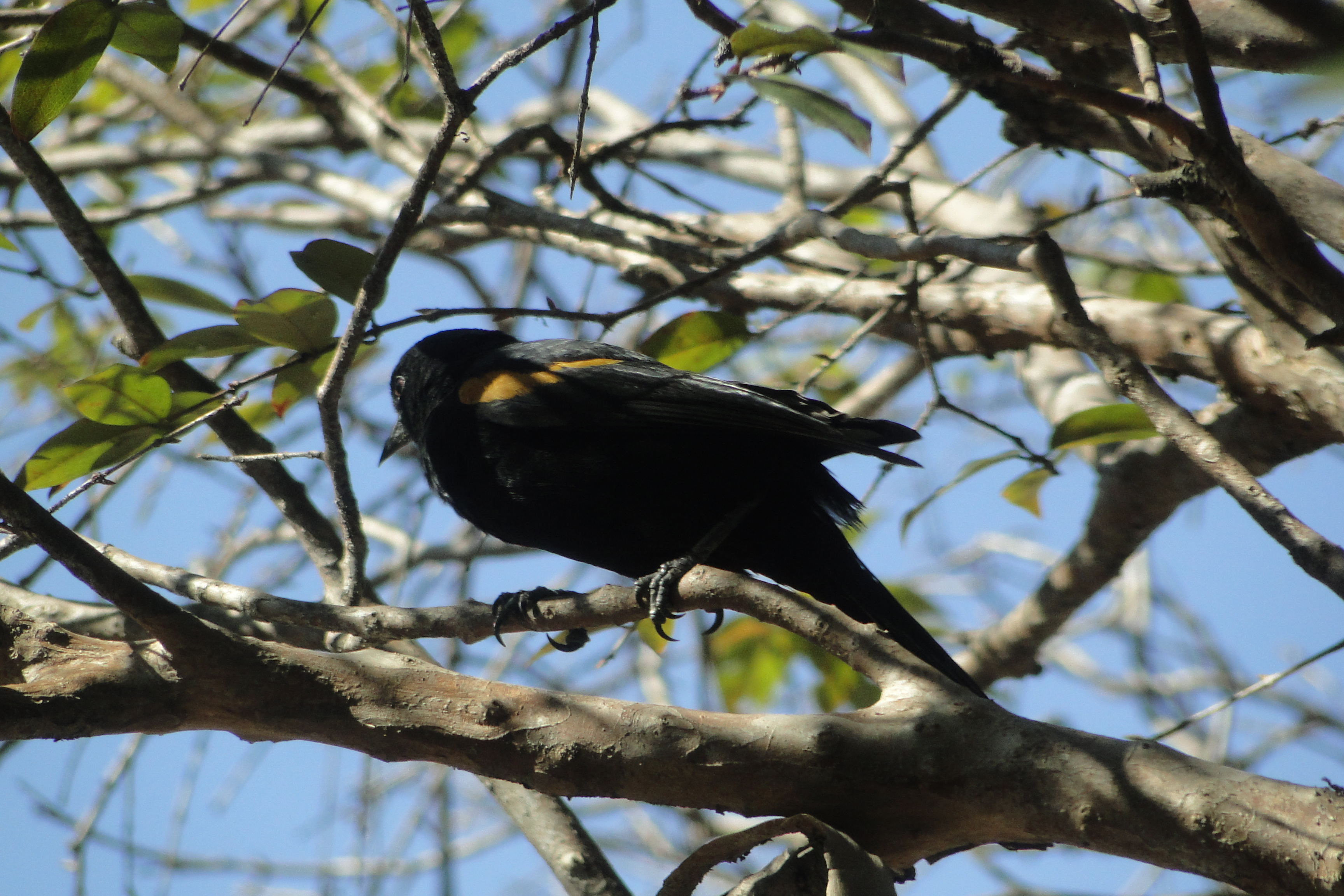
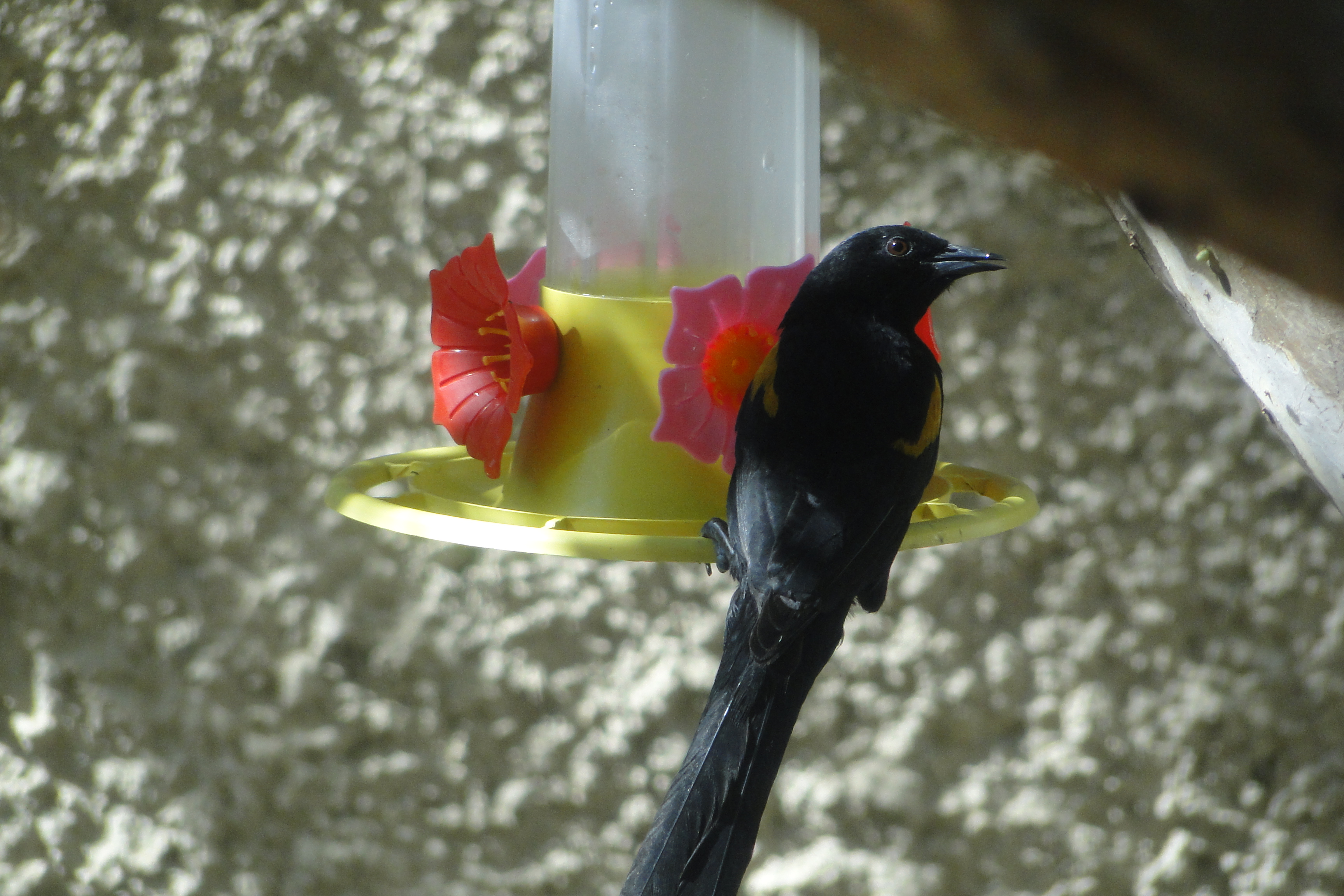
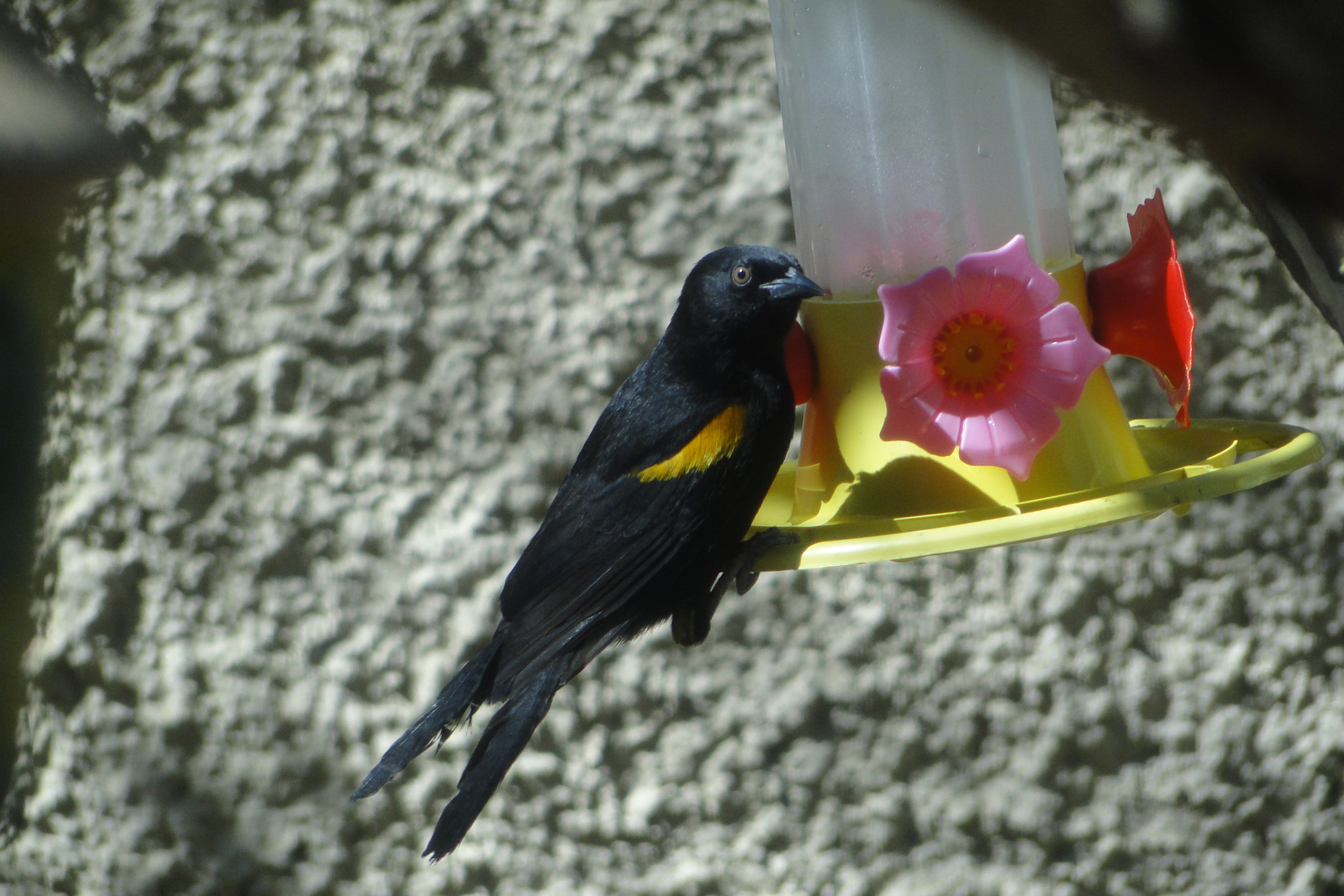